# Лемніската Бута

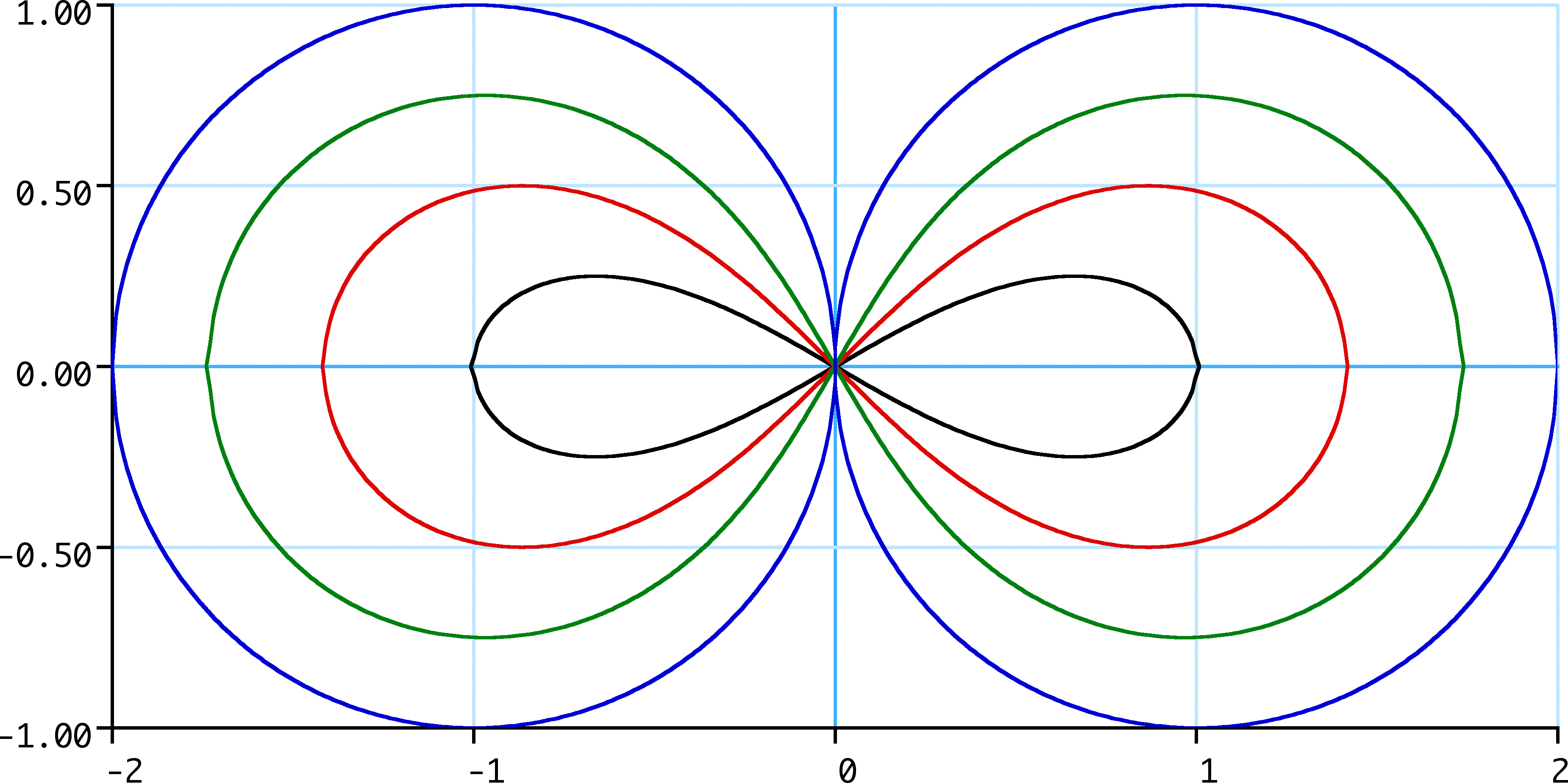
Лемніската Бута

Лемніска́та Бу́та — плоска алгебрична крива четвертого порядку, частковий випадок кривої Персея. Названа на честь англо-ірландського математика Джеймса Бута.
Рівняння у декартових координатах:
{\displaystyle (x^{2}+y^{2})^{2}-(2m^{2}+c)x^{2}+(2m^{2}-c)y^{2}=0.}

## Види
Форма кривої залежить від співвідношення між параметрами {\displaystyle m} і {\displaystyle c}. Якщо {\displaystyle c>2m^{2}}, то рівняння лемніскати набуде вигляду
{\displaystyle (x^{2}+y^{2})^{2}=a^{2}x^{2}+b^{2}y^{2}}, де {\displaystyle a^{2}=2m^{2}+c} і {\displaystyle b^{2}=c-2m^{2}.}
У цьому випадку лемніската Бута є подерою еліпса відносно його центра і називається еліптичною. Її рівняння у полярних координатах має вигляд
{\displaystyle \rho ^{2}=a^{2}\cos ^{2}\phi +b^{2}\sin ^{2}\phi .}
Якщо {\displaystyle c<2m^{2}}, то рівняння лемніскати набуде виду
{\displaystyle (x^{2}+y^{2})^{2}=a^{2}x^{2}-b^{2}y^{2}}, де {\displaystyle a^{2}=2m^{2}+c} і {\displaystyle b^{2}=2m^{2}-c.}
У цьому випадку лемніската Бута є подерою гіперболи відносно її центра і називається гіперболічною. Її рівняння у полярних координатах має вигляд
{\displaystyle \rho ^{2}=a^{2}\cos ^{2}\phi -b^{2}\sin ^{2}\phi .}

## Часткові випадки
- При {\displaystyle c=2m^{2}} лемніската Бута вироджується у два кола {\displaystyle x^{2}+y^{2}\pm 2mx=0.}
- При {\displaystyle c=0} лемніската Бута вироджується у лемніскату Бернуллі.

## Властивості
- Лемніската Бута — ортогональна проєкція на площину xOy лінії перетину поверхні параболоїда {\displaystyle x^{2}+y^{2}=cz} з поверхнею конуса {\displaystyle a^{2}x^{2}+b^{2}y^{2}=c^{2}z^{2}.}
- Лемніскату Бута можна отримати інверсією кривої другого порядку {\displaystyle a^{2}x^{2}\pm b^{2}y^{2}=k^{4}} з центром у початку координат.

## Площа
За допомогою рівняння лемніскати у полярних координатах можна визначити площу, яку вона обмежує. Для еліптичної лемніскати:
{\displaystyle 2\int \limits _{0}^{\frac {\pi }{2}}(a^{2}\cos ^{2}\phi +b^{2}\sin ^{2}\phi )d\phi ={\frac {\pi }{2}}(a^{2}+b^{2}).}
Для гіперболічної лемніскати:
{\displaystyle \int \limits _{0}^{\operatorname {arctg} {\frac {a}{b}}}(a^{2}\cos ^{2}\phi -b^{2}\sin ^{2}\phi )d\phi ={\frac {a^{2}-b^{2}}{2}}\operatorname {arctg} {\frac {a}{b}}+{\frac {ab}{2}}.}